# M 1-42
M 1-42 ist ein planetarischer Nebel im Sternbild Schütze auf der Ekliptik, der schätzungsweise 18.000 Lichtjahre von der Sonne entfernt ist. 
Das Objekt wurde im Jahr 1946 von dem Astronomen Rudolph Minkowski entdeckt.